# Lostock Dam
Lostock Dam är en dammbyggnad i Australien. Den ligger i kommunen Dungog och delstaten New South Wales, i den sydöstra delen av landet, omkring 170 kilometer norr om delstatshuvudstaden Sydney.
Runt Lostock Dam är det mycket glesbefolkat, med 3 invånare per kvadratkilometer.. Närmaste större samhälle är Lostock, nära Lostock Dam. 
I omgivningarna runt Lostock Dam växer huvudsakligen savannskog. Genomsnittlig årsnederbörd är 1 297 millimeter. Den regnigaste månaden är februari, med i genomsnitt 236 mm nederbörd, och den torraste är september, med 45 mm nederbörd.